# Ташелан
Ташелан (рос. Ташелан) — село Заіграєвського району, Бурятії Росії. Входить до складу Сільського поселення Верхньоількінське.
Населення — 653 особи (2015 рік).